# Hoffähigkeit
Hoffähigkeit (französisch droit d’être admis à la cour, englisch right of presentation at court) ist die Voraussetzung, „bei Hofe verkehren“, also an höfischen Anlässen teilnehmen zu dürfen. Bis zum Ersten Weltkrieg gehörte die Hoffähigkeit zu den begehrtesten sozialen Eigenschaften. Ursprünglich war sie ein Vorrecht des Uradels. Sie war an einzelne Geburts- oder Rangklassen geknüpft; kleinere Höfe verhielten sich restriktiver als größere. 
Der Kreis erweiterte sich im 19. Jahrhundert: In Österreich-Ungarn zum Beispiel waren alle Hofwürdenträger, alle Offiziere und alle Ritter der österreichischen und ungarischen Orden hoffähig. In Preußen waren sämtliche Offiziere, die Zivilbeamten vom Range der Räte zweiter Klasse aufwärts und alle Mitglieder des Adels (auch die des Briefadels) hoffähig.
Im übertragenen Sinn wird Hoffähigkeit in neuerer Zeit auch in der Bedeutung von „Gesellschaftsfähigkeit“ oder „Salonfähigkeit“ verwendet, also mit dem souveränen Auftreten in „guter“ Gesellschaft verbunden. Die historische Entwicklung der Hoffähigkeit von einer nahezu unveränderlichen sozialen Voraussetzung zum erlernbaren „guten Benehmen“ ist ein Beispiel für die Überwindung der Standesgrenzen (vgl. etwa den Begriff Aplomb als Verbindung von Können und Selbstbewusstsein).